# Relations entre la Mongolie et le Tibet
Les relations entre la Mongolie et le Tibet commencent probablement chez les proto-mongols, avec les premières traces d'art des steppes au Tibet datant de l'ère du karassouk, à Thalpan dans la région de l'Indus, dans les régions du Ladakh et du Zanskar dans les 2e et 1er millénaire avant notre ère ayant de très grosses ressemblance avec l'art animalier des steppes, mais il semble que certains autres pétroglyphes soient plus proche des objets de la dynastie Zhou occidentale, chinoise, datant de la même époque[citation nécessaire]. Au XIIe siècle, la Conquête du Tibet par les Mongols et l'avènement consécutif de la dynastie Yuan (1271 — 1368), mongole, en Chine participent à l'accroissement des relations[réf. nécessaire]. Elle déclinent temporairement après le départ des Mongols vers leurs terres d'origine au Nord. C'est au XVIe siècle que les Mongols, par l'intermédiaire d'Altan Khan, renouent avec le Tibet, en invitant Sonam Gyatso, dont la réputation était déjà importante, et reçu de celui-ci le titre de dalaï-lama. Rétrospectivement, les deux précédentes incarnations de Sonam Gyatso reçoivent le titre de dalaï-lama. En 1642, Lobsang Gyatso, le 5e dalaï-lama est nommé chef politique au Tibet par Güshi Khan. Une relation politico-spirituelle originale dite de chö-yon entre les lamas tibétains et les princes mongols se développe alors, des relations qui connurent des suites sous Thubten Gyatso, le 13e dalaï-lama et Tenzin Gyatso, le 14e et actuel.

## Relation politique de Sakya Pandita et Drogön Chögyal Phagpa avec l’empire mongol

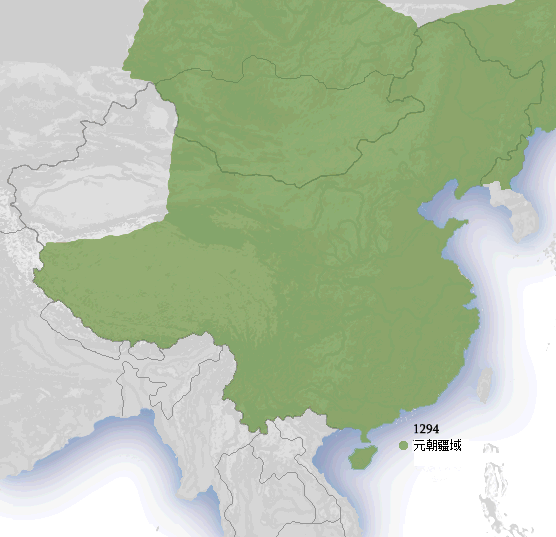
Carte de la Dynastie Yuan en 1294

En raison de leurs situations géographiques et économiques, la Mongolie et le Tibet jouèrent un rôle important dans l'histoire de l'Asie centrale, contrôlant la « route de la soie ». Les relations entre les Mongols et les Tibétains ne devinrent très fortes qu'à partir du XIIIe siècle
Après la mort de Gengis Khan en 1227, les Tibétains arrêtèrent d’envoyer leur tribut aux Mongols. En conséquence, en 1239-1240, le prince Godan, petit-fils de Gengis Khan et deuxième fils de Ögödei Khan, mena un raid dans la région de Lhassa, tuant quelque 500 moines et pillant des monastères, des villages et des villes. Deux monastères Kadampa furent détruits. Poursuivant la politique mongole de contrôle des régions soumises par l'intermédiaire de potentats locaux, et imitant les Tangoutes qui avaient établi avec les lamas tibétains des relations patron-conseiller religieux, Godan demanda à ses commandants de chercher un lama remarquable. Ce fut finalement à Sakya Pandita, lama considéré, que Godan envoya une lettre d' "invitation" et des présents.

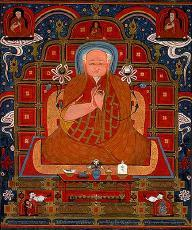
Drogön Chögyal Phagpa (1235-1280), l’un des cinq fondateurs de sakyapa, premier lama vice-roi du Tibet

En 1244, Sakya Pandita fut convoqué par Godan et entreprit le voyage vers le camp royal avec deux de ses jeunes neveux, Drogön Chögyal Phagpa, dix ans et Chhana, six ans, qui a par la suite publié un recueil des écrits de Sakya Pandita.
En chemin, ils s'arrêtèrent à Lhassa, où Phagpa prononça ses vœux de moine bouddhiste novice devant la statue du Jowo installée au Jokhang et offerte par la princesse Wencheng, l'épouse chinoise de Songsten Gampo. Sakya Pandita rejoignit en 1247 le camp de Godan à Liangzhou dans l'actuelle province de Gansu, où les troupes mongoles exterminaient les Chinois Han en les jetant dans un fleuve. Sakya Pandita, horrifié, donna des instructions religieuses, notamment que tuer un être est un des pires actes selon le Dharma du Bouddha. Sakya Pandita impressionna les proches du prince par sa personnalité et ses puissants enseignements ; il aurait aussi guéri Godan d'une maladie de peau tenace. Aidé de Phagpa, il adapta l’écriture ouïghour afin que les Écritures bouddhistes puissent être traduites et retranscrite en mongol qui, jusqu'à ce moment, était une langue uniquement orale. En retour, l'autorité temporelle sur les 13 myriarchies [Trikor Chuksum] du Tibet Central lui fut donnée et il fut nommé vice-roi du Tibet central, les provinces tibétaines de Kham et d'Amdo étant sous le contrôle des Mongols.
Sakya Pandita passa 4 ans auprès du prince Godan. En 1251, juste avant sa mort, il écrivit une dernière lettre au Tibet faisant de son neveu Chogyal Phagpa son héritier : « Le Prince m'a dit que si les Tibétains, en matière de religion, aidaient les Mongols, ils recevraient en retour un soutien en matière temporelle. De cette façon, nous pourrons répandre notre religion au loin. Le Prince ne fait que commencer à comprendre notre religion. Si je reste plus longtemps, je suis sûr que je pourrai répandre la religion de Bouddha au-delà du Tibet et ainsi, aider mon pays. Le Prince me dit qu'il ne dépend que de lui de faire du bien au Tibet, et que de moi de lui faire du bien à lui. Je deviens vieux, et je ne vivrais plus très longtemps. Que cela ne vous fasse pas peur, car j'ai transmis tout ce que je sais à mon neveu, Phagpa. » Il transmit avant sa mort son autorité religieuse à Phagpa en lui donnant sa conque et son bol de mendiant.
Sakya Pandita mourut en 1251, à l'âge de 70 ans, au temple de la Pagode blanche (白塔寺, báitǎ sì) de Liangzhou (Gyu-ma) où ses restes furent conservés. Le prince Godan mourut peu après la même année.
En 1251, le 2e karmapa, Karma Pakshi est invité par Kubilai Khan à son palais de 'Ur tu où il arriva en 1254. Il y séjourna trois ans, pour ne pas causer de conflits avec l'école Sakyapas, très influente auprès de Kubilai à cette époque. Il reconnait le frère de Kubilai Khan Möngke, Khan de l'Empire mongol (r. 1251-1259), comme un de ses anciens disciples. Après la mort de Möngke, Kubilai Khan lui succède et deviendra par la suite empereur de Chine, installé à Khanbalik (actuelle Pékin). Kubilai Khan avait conservé rancune envers le karmapa car ce dernier avait refusé de rester à la cour les années précédentes et qu’il avait l'impression qu'il était plus proche de son frère Möngke. Kubilai ordonna l’arrestation du karmapa, qui s'échappa par des prodiges miraculeux.
Après la mort de Sakya Pandita, son neveu Phagpa resta au camp de Zhibi Timur, fils de Godan. Il avait appris à parler le mongol et cinq ans plus tard il passa au service de Kubilai Khan qui lui demanda notamment de concevoir une nouvelle Écriture pour unifier l'écriture multilingue de l’Empire mongol. En réponse, Chögyal Phagpa modifia l'écriture tibétaine traditionnelle et créa une nouvelle série de caractères appelée l'Écriture Phagspa, qui fut achevée en 1268.
Ainsi commença une alliance forte et Sakya Dansa, siège du monastère de Sakya, devint la capitale du Tibet. Cette situation dura jusqu'au milieu du XIVe siècle. Pendant le règne du 14e Sakya Trizin Sonam Gylatsen, la province tibétaine Centrale de U fut prise par le myriarche Changchub Gyaltsen, marquant le « commencement de la fin de la période de pouvoir des Sakyapa au Tibet Central »,.

## Rencontre entre Altan Khan et Sonam Gyatso, le3edalaï-lama
Le 3e dalaï-lama, Sonam Gyatso expliqua à la délégation d'Altan Khan qu'il souhaitait rencontrer ce dernier près de la frontière mongolo-tibétaine. Altan Khan en discuta avec les dignitaires Baruun Tumen. Il fut décidé que la rencontre aurait lieu à Tsavchaal dans le Kokonor où, à la demande d'Altan Khan, fut construit le monastère de Thegchen Chonkhor où le dalaï-lama se rendit le 15 mai 1578.

## Yonten Gyatso,4edalaï-lama et petit-fils d'Altan Khan
Yonten Gyatso, le 4e dalaï-lama est né en 1589 en Mongolie. Son père, Tsultrim Choeje, était un chef tribal des Mongols Chokar et le petit-fils d'Altan Khan, chef de l'Aile droite des Mongols contrôlant toute la Mongolie, et sa mère, 2e femme de Tsultrim Choeje, se dénommait Phakhen Nula.

## Guerres entre le Khanat qoshot et Khanat dzoungar pour le contrôle du Tibet
Entre 1630 et 1636, le desi du Tsang, Karma Tenkyong Wangpo, s'empare de Lhassa.
Le 5e dalai-lama, Lobsang Gyatso, appelle la tribu Qoshot de Güshi Khan, lui-même dévot de l'école gelugpa, et qui s'était installé, en 1640, au bord du lac Qinghai (Kokonor en mongol) et avait également conquis le Tsaïdam, tous deux dans l'actuelle province du Qinghai.
Il est défait au fort de Shimbatsé (centre urbain de l'actuelle Ville-préfecture de Shigatsé). Vers 1642, Tardongpa, dirigeant les troupes mongoles qoshots de Gushi Khan, partisan du palais de Ganden Phodrang (siège du dalaï-lama), envahissent la plaine, le roi Karma Tenkyong Wangpo et les forces royales se réfugient dans la forteresse. Lobsang Gyatso, 5e dalaï-lama, déclare alors ne plus vouloir être sous le pouvoir du roi de Tsang, mais uniquement les Qoshots. Les troupes mongoles sortent victorieuses du siège à la fin de l'année 1642.
Güshi Khan place Lobsang Gyatso au pouvoir religieux. Celui-ci en retour se place sous la protection de la tribu des Qoshots qui deviennent alors maître de l'ensemble du Tibet,.

## Période du Ganden Phodrang

### Relations sous Thubten Gyatso, le13edalaï-lama
Le séjour du Thubten Gyatso 13e dalaï-lama, fuyant l'invasion britannique, de 1904 à 1906 en Mongolie, contribua à développer les relations avec le peuple mongol et son chef spirituel, le Bogdo Khan. Lors du traité d'amitié et d'alliance entre le Gouvernement de Mongolie et le Tibet en 1913, les deux entités se félicitent de leurs émancipations vis-à-vis de la Chine
La République populaire mongole, un État communiste fondé après la mort du Bogdo Khan en 1924, mis en place une ambassade à Lhassa entre 1926 et 1928.
En décembre 1932, un an avant sa mort, le 13e dalaï-lama laisse un testament politique, où il insiste sur la nécessité de ménager l'Inde et la Chine, d'entretenir une armée garante du territoire, de refouler le communisme pour éviter au Tibet le sort de la Mongolie.

### Relations sous Tenzin Gyatso, le14edalaï-lama
En dépit de décennies d'athéisme d'État, le bouddhisme tibétain resta, en Mongolie-Intérieure et en Mongolie, la religion d'environ la moitié des Mongols qui considèrent Tenzin Gyatso, le 14e dalaï-lama, comme l'un de leurs chefs spirituels,. Il s'est rendu 8 fois en Mongolie entre 1979 et 2014. Le 23 novembre 2016 lors d'une visite en Mongolie à l'invitation du monastère de Gandantegchinlin, le 14e dalaï-lama a annoncé sa conviction que le 9e Jebtsundamba Khutughtu a repris naissance en Mongolie et qu'un processus pour identifier le 10e a commencé.
De nos jours, les Mongols, dont les Kalmouks et les Bouriates, redécouvrent le bouddhisme et visitent les monastères tibétains en Inde et traduisent les textes religieux tibétain en mongol, tandis que la diaspora tibétaine se rend en Mongolie.